# یواس‌اس ترویت (اف‌اف-۱۰۹۵)
یواس‌اس ترویت (اف‌اف-۱۰۹۵) (به انگلیسی: USS Truett (FF-1095)) یک کشتی بود که طول آن ۴۳۸ فوت (۱۳۴ متر) بود. این کشتی در سال ۱۹۷۳ ساخته شد.